# Energie Schwaben
Die Energie Schwaben GmbH (Eigenschreibweise energie schwaben gmbh) ist die Muttergesellschaft des gleichnamigen Konzerns mit Hauptsitz in Augsburg. Bei dem Konzern handelt es sich um ein Energieversorgungsunternehmen, das sich mittels verschiedener Beteiligungsgesellschaften auf die Erzeugung und den Verkauf von Energie sowie auf Bau, Betrieb sowie Instandhaltung von Netzanlagen auf dem Gebiet des Regierungsbezirks Schwaben und den angrenzenden Bereichen Oberbayern und Baden-Württemberg konzentriert. Gesellschafter sind die Thüga Aktiengesellschaft München mit 64,86 % und die Stadtwerke Augsburg Energie GmbH mit 35,14 %. Neben dem Hauptsitz in Augsburg verfügt das Unternehmen über sechs weitere Betriebsstellen in der Region. Zum Ende des Jahres 2021 wurde ein Umsatz von 477 Mio. Euro erwirtschaftet und die Belegschaft umfasste rund 400 Beschäftigte.
Das Unternehmen geht zurück auf die 1952 in Augsburg gegründete Ferngasversorgung Schwaben GmbH. 1974 entwickelte sich daraus die Erdgas Schwaben GmbH, die bis zur Neufirmierung und Neuausrichtung im September 2022 bestand.

## Geschichte

### Anfänge in der Nachkriegszeit

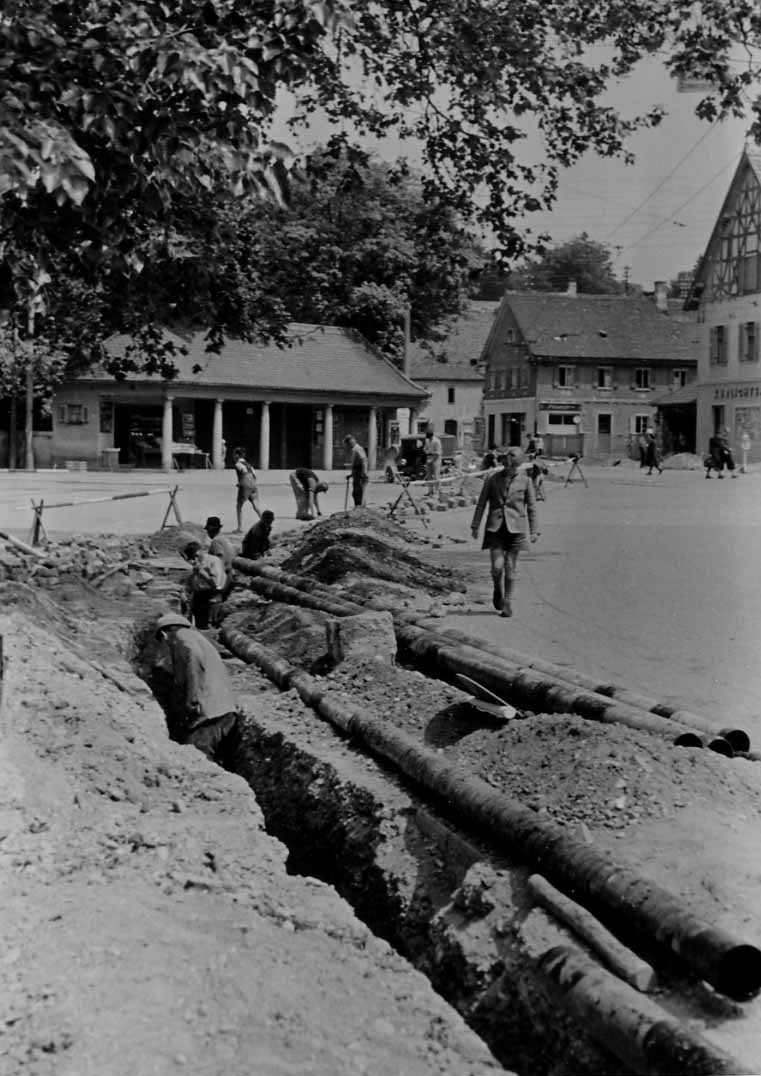
Verlegen einer Gasleitung in Göggingen (1952)

Nach dem Zweiten Weltkrieg stellte die Bayerische Staatsregierung die Weichen für eine Umstellung der Gasversorgung auf die effektivere Gruppengasversorgung. In Bayerisch-Schwaben waren die bestehenden Gaswerke in Göggingen, Schwabmünchen und Kaufbeuren veraltet. Außerdem benötigte die Schmuck- und Glasindustrie in Neugablonz dringend eine Energieversorgung, um den Heimatvertriebenen aus dem tschechischen Gablonz einen Neuanfang zu ermöglichen. Deshalb fiel die Entscheidung für den Bau einer Ferngasleitung von Göggingen über Schwabmünchen nach Kaufbeuren und Neugablonz. Zu diesem Zweck gründeten die Stadtwerke Augsburg sowie die Münchner Aktiengesellschaft für Licht- und Kraftversorgung (LUK) 1952 die Ferngasversorgung Schwaben GmbH (Anteil jeweils 50 %). Das Augsburger Gaswerk in Oberhausen lieferte das Steinkohlengas.

### 1960er und 1970er Jahre
Mit bedeutenden Erdgasfunden bei Groningen in den Niederlanden und der Förderung von Öl- und Erdgasvorkommen in der Nordsee begann in Deutschland der Siegeszug von Erdgas als Energieträger. Die Bayerische Ferngasgesellschaft mbH (Bayerngas) lieferte seit 1962 Erdgas über eine Fernleitung von München ins Augsburger Gaswerk Oberhausen. Die von der Ferngasversorgung Schwaben GmbH belieferten Gemeinden wurden ab 1963 auf Erdgas umgestellt. In Bayerisch-Schwaben förderte die Wintershall AG in Bedernau bei Arlesried seit 1964 Erdöl und von 1967 bis 1976 auch Erdgas, das über Bayerngas ins schwäbische Gasnetz gelangte. Auf Initiative des bayerischen Wirtschaftsministers Otto Schedl schloss schließlich 1970 die Ruhrgas AG einen Vertrag mit der sowjetischen Außenhandelsgesellschaft Sojuznefte-Export, dem weitere Lieferverträge folgten. Innerhalb von 20 Jahren sollten 120 Mrd. m³ Erdgas bei Waidhaus nach Bayern gelangen. Gleichzeitig wurden Verträge über die Lieferung von 1,2 Mio. Tonnen Mannesmann-Erdgasrohren in die Sowjetunion und ein Kreditvertrag über 1,2 Mrd. DM abgeschlossen.
Der dynamischen Entwicklung auf dem Energiesektor in den Folgejahren trug die Gründung der Erdgas Schwaben GmbH am 21. Juli 1974 Rechnung. Während die Ferngasversorgung Schwaben GmbH weiterhin die Ferngasleitung nach Kaufbeuren unterhielt, sollte die Erdgas Schwaben GmbH in Bayerisch-Schwaben ein Versorgungsnetz für Erdgas aufbauen.

### Ab 1980er Jahre

Logo von Erdgas Schwaben
(bis 2022)

1981 erfolgte der Zusammenschluss der Ferngasversorgung Schwaben GmbH, der Erdgas Schwaben GmbH und der Inselversorgungen der Thüga (die 1979 durch Fusion die Münchener Aktiengesellschaft für Licht- und Kraftversorgung übernommen hatte). Die Gesellschafter der neuen Erdgas Schwaben GmbH (Eigenschreibweise erdgas schwaben gmbh) waren: Thüga 48 %, Stadtwerke Augsburg 26 %, Lechwerke Augsburg (LEW) 23 %, Allgäuer Überlandwerk (AÜW) 3 %. LEW und AÜW übertragen ihre Anteile an die Schwäbische Erdgas-Beteiligungsgesellschaft mbH Augsburg.
Aus dem EnWG (2005) resultierte schließlich die Ausgründung der Schwaben Netz GmbH (Eigenschreibweise schwaben netz gmbh) zum 1. Januar 2007.

### Neufirmierung 2022
Im September 2022 erfolgte die Neufirmierung und Neuausrichtung des Unternehmens. Grund dafür ist eine klarere Darstellung als breit aufgestellter Energiedienstleister hinsichtlich der in den letzten Jahrzehnten bereits ausgebauten und erweiterten Angebots im kommunalen, gewerblichen und privaten Bereich. Beispiele sind die Bereitstellung von Strom aus Wasserkraft (zum Teil auch aus firmeneigenen Wasserkraftwerken) und der kontinuierliche Ausbau erneuerbarer Energien wie Photovoltaik und Biogas, aber auch Geothermie und Windkraft.
Als zentrale Aufgabe der Zukunft sieht das Unternehmen die Umstellung von Erdgas auf Wasserstoff. Hierbei fließen die gewonnenen Erfahrungen aus dem Forschungsprojekt „Power-to-Gas“ von 2014 bis 2017 in Frankfurt am Main mit ein, an dem das Unternehmen maßgeblich beteiligt war.
Erhalten bleibt mit der Neufirmierung die regionale und heimatverbundene Ausrichtung des Unternehmens.

## Versorgungsgebiet und Energieerzeugung

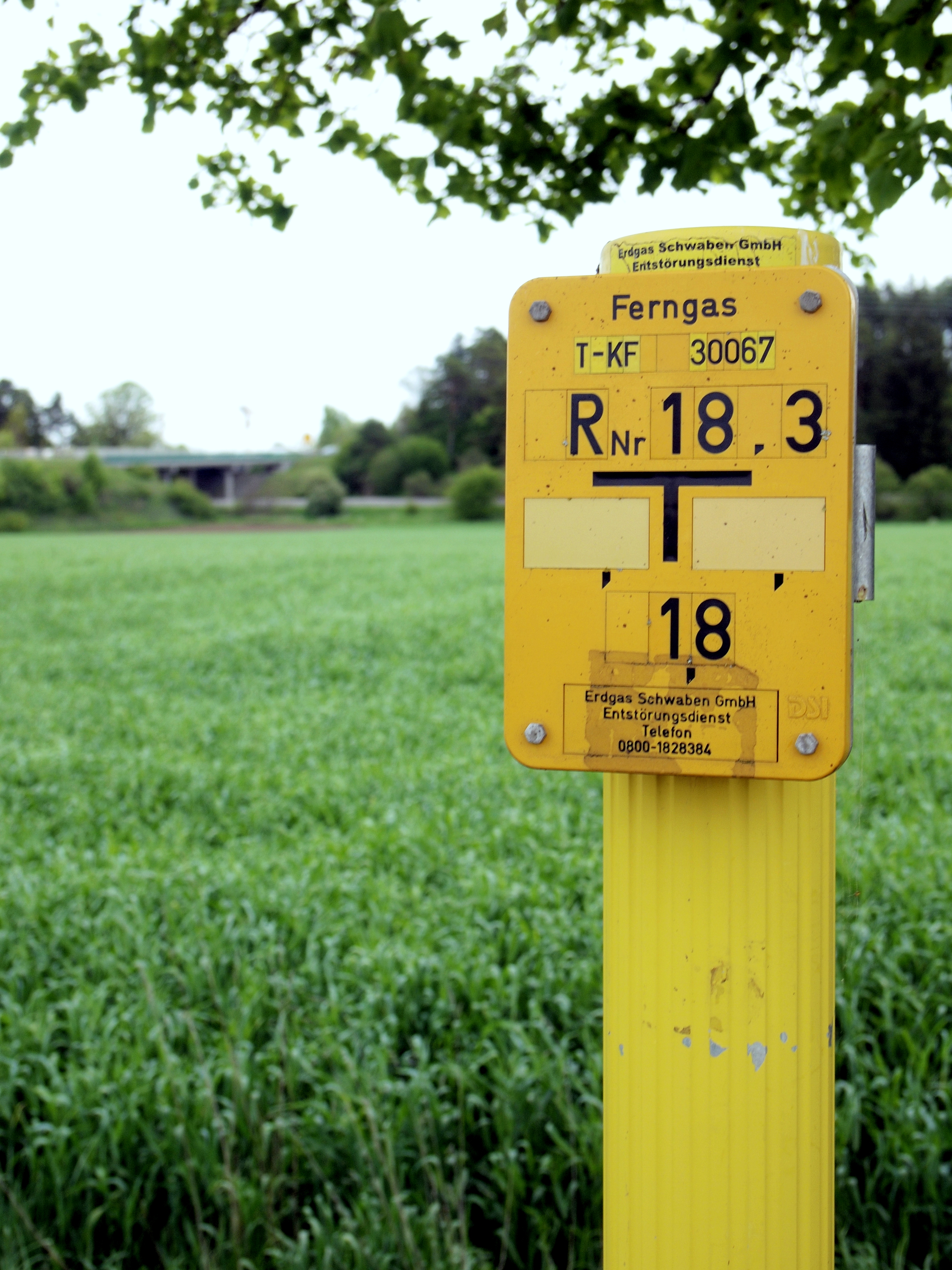
Sichtmarker einer Ferngas-Rohrleitung der Erdgas Schwaben bei Pforzen, Landkreis Ostallgäu

Das Versorgungsgebiet deckt sich im Wesentlichen mit dem Regierungsbezirk Bayerisch-Schwaben, greift im Osten aber auch nach Oberbayern aus. Zum 1. Januar 2007 wurden ca. 85 % des Versorgungsnetzes an die Schwaben Netz GmbH verpachtet sowie 15 % an die Erdgas Kempten-Oberallgäu Netz GmbH (EKO Netz). Nachgelagerte Netzbetreiber sind die Gemeinden Oettingen, Neuburg a.d. Donau, Gundelfingen a.d. Donau, Memmingen und Bad Wörishofen.
Bio-Energie liefern Biogasanlagen in Altenstadt, Arnschwang, Graben und Maihingen sowie Biomasse-Heizkraftwerke in Dillingen, Kaufbeuren und Mindelheim.
2017 kaufte Erdgas Schwaben die Wasserkraftwerke in Schongau und Ettringen vom Biofore-Unternehmen UPM. Beide Laufwasserkraftwerke an Lech bzw. Wertach erzeugen im Jahr 65.000 MWh Strom.

## Elektromobilität
Als Gesellschafter der smartlab Innovationsgesellschaft mbH begann Erdgas Schwaben 2017 mit dem Einstieg in das Geschäftsfeld Elektromobilität. Die Gesellschaft bietet Dienstleistungen, Produkte sowie Konzepte für Elektromobilität und steht hinter dem Stadtwerke-Verbund „ladenetz.de“ und der Roaming-Plattform „e-clearing.net“. Aktuell kooperieren bei „ladenetz.de“ 100 Partner mit etwa 1.000 angeschlossenen Ladesäulen.

## Betriebsstellen
Im Versorgungsgebiet gibt es neben dem Sitz der Hauptverwaltung sechs Betriebsstellen. Seit August 2016 können in allen Betriebsstellen auch Elektroautos an Ladesäulen aufgeladen werden.
- Augsburg-Göggingen, Sitz der Hauptverwaltung
- Nördlingen (ehemals Gaswerk Nördlingen)
- Donauwörth (ehemals Gaswerk Donauwörth)
- Kaufbeuren (ehemals Gaswerk Kaufbeuren)
- Kempten
- Günzburg
- Schwabmünchen

## Beteiligungsgesellschaften
Zur Muttergesellschaft gehören eine Vielzahl von Beteiligungsgesellschaften. Die nachfolgende Aufzählung beinhaltet alle Beteiligungsgesellschaften mit Stand Ende 2021.
- schwaben netz gmbh, Augsburg (ausgegründet zum 1. Januar 2007, 100 %)
- erdgas schwaben Beteiligungsgesellschaft mbH, Augsburg (100 %)
- schwaben regenerativ gmbh, Augsburg (ausgegründet zum 1. Januar 2014, 100 %)
- schwaben netz regional gmbh, Augsburg (100 %)
- EVB Energieversorgung Bobingen GmbH & Co KG, Bobingen (100 %)
- EVB Energieversorgung Bobingen Verwaltung GmbH, Bobingen (100 %)
- MAXENERGY GmbH, Augsburg (100 %)
- MAXENERGY Austria Handels GmbH, Wien (100 %)
- Erdgas Kempten-Oberallgäu Netz GmbH, Kempten (100 %)
- Markstahler Rohrleitungsbau GmbH, Kraftisried (75 %)
- DonauEnergie GmbH, Donauwörth (51 %)
- Erdgas Kempten-Oberallgäu GmbH, Kempten (EKO, 50 %)
- Erdgas Allgäu Ost Verwaltungs-GmbH, Füssen (50 %)
- Erdgas Allgäu Ost GmbH & Co. KG., Füssen (50 %)
- Gasnetze Kempten Sonthofen GmbH, Sonthofen (50 %)
- EVB Netze GmbH & Co. KG, Bobingen (49 %)
- EVB Netze Verwaltung GmbH, Bobingen (49 %)
- Gasnetz Günzburg Verwaltungs GmbH, Günzburg (49 %)
- Gasnetz Günzburg GmbH & Co. KG, Günzburg (49 %)
- Gasnetz Dillingen-Lauingen Verwaltungsgesellschaft mbH, Dillingen a. d. Donau (49 %)
- Gasnetz Dillingen Lauingen GmbH & Co. KG, Dillingen a. d. Donau (49 %)
- Gasnetz Gersthofen Verwaltung GmbH, Gersthofen (49 %)
- Gasnetz Gersthofen GmbH & Co. KG, Gersthofen (49 %)
- Gasnetz Donauwörth GmbH, Donauwörth (49 %)
- Erdgas Hindelang GmbH, Bad Hindelang (40 %)
- RIWA GmbH Kempten (20 %)
- Smartlab Innovationsgesellschaft mbH (10 %)